# Lista atacurilor cu rachete din invazia Rusiei în Ucraina (martie 2022)
Acesta este segmentul din martie 2022 al listei atacurilor cu rachete executate de toate părțile implicate în invazia Rusiei în Ucraina din 2022. Nu sunt enumerate loviturile cu rachete neghidate efectuate de forțele de aviație, artilerie, sisteme de lansare multiplă și sisteme S-300. Obiectivele enumerate în coloana „obiectiv lovit” nu sunt în mod necesar cele țintite – în unele cazuri, se referă la locul căderii rachetelor care s-au prăbușit în zbor sau au fost distruse de sisteme anti-rachetă.
Pagina principală: Lista atacurilor cu rachete din invazia Rusiei în Ucraina (2022–prezent). Listele pe luni:
- 2022 – ian · feb · mar · apr · mai · iun · iul · aug · sep · oct · noi · dec
- 2023 – ian · feb · mar · apr · mai · iun · iul · aug · sep · oct · noi · dec
- 2024 – ian · feb · mar · apr · mai · iun

## Martie 2022
| Atacuri executate de partea ucraineană     | Atacuri executate de partea ucraineană     | Atacuri executate de partea ucraineană | Atacuri executate de partea ucraineană         | dată       | Atacuri executate de partea rusă                                                   | Atacuri executate de partea rusă | Atacuri executate de partea rusă | Atacuri executate de partea rusă | Atacuri executate de partea rusă                     |
| regiune                                    | localitate                                 | tipul rachetei                         | obiective lovite                               | dată       | regiune                                                                            | localitate                       | tipul rachetei                   | interceptate                     | obiective lovite victime: uciși \| răniți            |
| ------------------------------------------ | ------------------------------------------ | -------------------------------------- | ---------------------------------------------- | ---------- | ---------------------------------------------------------------------------------- | -------------------------------- | -------------------------------- | -------------------------------- | ---------------------------------------------------- |
| regiunea Zaporijjea                        | Berdeansk                                  | Tocika⁠(d)                              | infrastructură militară                        | 01.03.2022 | regiunea Harkov                                                                    | Harkov                           | Kalibr⁠(d)                        | 0/2                              | clădiri administrative victime: 29 \| 35             |
| Rusia, Taganrog                            | Rusia, Taganrog                            | Tocika⁠(d)                              | interceptare de apărarea anti-rachetă a Rusiei | 01.03.2022 | regiunea Harkov                                                                    | Ciuguev                          | Kalibr⁠(d)                        | 0/1                              | aerodrom militar                                     |
|                                            |                                            |                                        |                                                | 01.03.2022 | Kiev                                                                               | Kiev                             | —                                | 0/2                              | complexul Televiziunii din Kiev victime: 5 \| 5      |
| regiunea Kiev                              | Bila Țerkva                                | —                                      | —                                              | 01.03.2022 | neidentificat                                                                      |                                  |                                  |                                  |                                                      |
| regiunea Kirovohrad                        | Kanatove⁠(d)                                | —                                      | —                                              | 01.03.2022 | aerodrom militar                                                                   |                                  |                                  |                                  |                                                      |
| regiunea Jîtomîr                           | Jîtomîr                                    | —                                      | —                                              | 01.03.2022 | spital, clădiri de locuit                                                          |                                  |                                  |                                  |                                                      |
| regiunea Odesa                             | Cairaclia                                  | —                                      | —                                              | 01.03.2022 | infrastructură militară victime: 1 \| 1                                            |                                  |                                  |                                  |                                                      |
| regiunea Zaporijjea                        | Melitopol                                  | —                                      | 0/1                                            | 01.03.2022 | infrastructură civilă (racheta nu a explodat) victime: 0 \| 0                      |                                  |                                  |                                  |                                                      |
| regiunea Donețk                            | Mariupol                                   | Tocika⁠(d)                              | 0/1                                            | 01.03.2022 | infrastructură civilă                                                              |                                  |                                  |                                  |                                                      |
| 02.03.2022                                 | Kiev                                       | Kiev                                   | —                                              | 1/1        | interceptare de apărarea anti-rachetă a Ucrainei                                   |                                  |                                  |                                  |                                                      |
| 02.03.2022                                 | regiunea Harkov                            | Harkov                                 | —                                              | —          | infrastructură militară                                                            |                                  |                                  |                                  |                                                      |
| 02.03.2022                                 | regiunea Harkov                            | Harkov                                 | —                                              | —          | clădiri administrative victime: 24 \| ?                                            |                                  |                                  |                                  |                                                      |
| 02.03.2022                                 | regiunea Harkov                            | Harkov                                 | —                                              | —          | infrastructură civilă                                                              |                                  |                                  |                                  |                                                      |
| 02.03.2022                                 | regiunea Mîkolaiiv                         | Olvia⁠(d)                               | —                                              | —          | cargoul „Banglar Samriddhi” victime: 0 \| 6                                        |                                  |                                  |                                  |                                                      |
| 02.03.2022                                 | regiunea Zaporijjea                        | regiunea Zaporijjea                    | —                                              | —          | neidentificat                                                                      |                                  |                                  |                                  |                                                      |
| 03.03.2022                                 | regiunea Sumî                              | Sumî                                   | —                                              | —          | infrastructură militară victime: 0 \| 3                                            |                                  |                                  |                                  |                                                      |
| 03.03.2022                                 | Kiev                                       | Kiev                                   | —                                              | 3/3        | interceptare de apărarea anti-rachetă a Ucrainei                                   |                                  |                                  |                                  |                                                      |
| 03.03.2022                                 | Marea Neagră                               | Marea Neagră                           | —                                              | —          | nava comercială „Helt” victime: 0 \| 6                                             |                                  |                                  |                                  |                                                      |
| 04.03.2022                                 | regiunea Cerkasî                           | raionul Uman                           | —                                              | 0/4        | neidentificat                                                                      |                                  |                                  |                                  |                                                      |
| 04.03.2022                                 | regiunea Jîtomîr                           | Jîtomîr                                | —                                              | —          | infrastructură civilă victime: 0 \| 0                                              |                                  |                                  |                                  |                                                      |
| 05.03.2022                                 | regiunea Hmelnîțkîi                        | Starokosteantîniv                      | —                                              | 0/10       | aerodrom militar                                                                   |                                  |                                  |                                  |                                                      |
| 05.03.2022                                 | regiunea Kiev                              | Bila Țerkva                            | —                                              | —          | infrastructură civilă victime: 0 \| 2                                              |                                  |                                  |                                  |                                                      |
| 05.03.2022                                 | regiunea Odesa                             | Velîkodolînske                         | —                                              | 0/1        | infrastructură militară victime: 0 \| 0                                            |                                  |                                  |                                  |                                                      |
| 05.03.2022                                 | regiunea Donețk                            | Kramatorsk                             | —                                              | 1/1        | interceptare de apărarea anti-rachetă a Ucrainei                                   |                                  |                                  |                                  |                                                      |
| 06.03.2022                                 | regiunea Vinița                            | Vinița                                 | Kalibr⁠(d)                                      | 0/6        | Aeroportul Havrîșivka Vinița victime: 1 \| 4                                       |                                  |                                  |                                  |                                                      |
| 06.03.2022                                 | regiunea Jîtomîr                           | Korosten                               | —                                              | —          | infrastructură civilă victime: 1 \| 2                                              |                                  |                                  |                                  |                                                      |
| regiunea Luhansk                           | Lugansk                                    | Tocika⁠(d)                              | depozit petrolier                              | 07.03.2022 | regiunea Mîkolaiiv                                                                 | Nicolaev                         | Kalibr⁠(d)                        | 0/1                              | infrastructură militară victime: 16 \| 19            |
|                                            |                                            |                                        |                                                | 07.03.2022 | regiunea Mîkolaiiv                                                                 | Olvia⁠(d)                         | —                                | —                                | port                                                 |
| regiunea Odesa                             | Tuzla                                      | —                                      | —                                              | 07.03.2022 | obiect de infrastructură                                                           |                                  |                                  |                                  |                                                      |
| regiunea Kiev                              | regiunea Kiev                              | —                                      | 1/1                                            | 07.03.2022 | interceptare de apărarea anti-rachetă a Ucrainei                                   |                                  |                                  |                                  |                                                      |
| regiunea Harkov                            | Harkov                                     | —                                      | 0/1                                            | 07.03.2022 | neidentificat                                                                      |                                  |                                  |                                  |                                                      |
| 08.03.2022                                 | regiunea Kiev                              | Obuhiv                                 | Kalibr⁠(d)                                      | 1/1        | interceptare de apărarea anti-rachetă a Ucrainei                                   |                                  |                                  |                                  |                                                      |
| 08.03.2022                                 | regiunea Kiev                              | raionul Borîspil                       | —                                              | 2/3        | infrastructură militară victime: 0 \| ?                                            |                                  |                                  |                                  |                                                      |
| 08.03.2022                                 | regiunea Dnipropetrovsk                    | Hrîhorivka                             | —                                              | 0/1        | infrastructură civilă                                                              |                                  |                                  |                                  |                                                      |
| 09.03.2022                                 | regiunea Donețk                            | Kramatorsk                             | Iskander⁠(d)                                    | 1/1        | interceptare de apărarea anti-rachetă a Ucrainei                                   |                                  |                                  |                                  |                                                      |
| 09.03.2022                                 | regiunea Jîtomîr                           | raionul Berdîciv                       | —                                              | 2/2        | interceptare de apărarea anti-rachetă a Ucrainei                                   |                                  |                                  |                                  |                                                      |
| 09.03.2022                                 | regiunea Jîtomîr                           | Jîtomîr                                | —                                              | 0/1        | racheta a căzut într-un sector privat victime: 0 \| 2                              |                                  |                                  |                                  |                                                      |
| 10.03.2022                                 | regiunea Jîtomîr                           | Stara Kotelnea                         | —                                              | 0/1        | racheta a căzut pe o șosea victime: 5 \| 6                                         |                                  |                                  |                                  |                                                      |
| 10.03.2022                                 | regiunea Dnipropetrovsk                    | Lozuvatka                              | —                                              | 0/2        | aerodrom militar victime: 0 \| 0                                                   |                                  |                                  |                                  |                                                      |
| 10.03.2022                                 | regiunea Donețk                            | Kosteantînivka                         | Iskander⁠(d)                                    | —          | infrastructură feroviară                                                           |                                  |                                  |                                  |                                                      |
| 11.03.2022                                 | regiunea Ivano-Frankivsk                   | Ivano-Frankivsk                        | Kalibr⁠(d)                                      | —          | Aeroportul Internațional Ivano-Frankivsk                                           |                                  |                                  |                                  |                                                      |
| 11.03.2022                                 | regiunea Volînia                           | Luțk                                   | —                                              | —          | aerodrom militar victime: 4 \| 6                                                   |                                  |                                  |                                  |                                                      |
| 11.03.2022                                 | regiunea Dnipropetrovsk                    | Dnipro                                 | —                                              | 0/3        | infrastructură industrială și civilă victime: 1 \| 1                               |                                  |                                  |                                  |                                                      |
| 11.03.2022                                 | regiunea Donețk                            | Avdiivka                               | Tocika⁠(d)                                      | 0/1        | nu a ajuns la destinație și nu a explodat la impactul cu solul                     |                                  |                                  |                                  |                                                      |
| 12.03.2022                                 | regiunea Kiev                              | Vasîlkiv                               | —                                              | —          | depozit petrolier                                                                  |                                  |                                  |                                  |                                                      |
| 12.03.2022                                 | regiunea Kirovohrad                        | Kanatove⁠(d)                            | —                                              | —          | aerodrom militar                                                                   |                                  |                                  |                                  |                                                      |
| 12.03.2022                                 | regiunea Cerkasî                           | Uman                                   | —                                              | 1/1        | interceptare de apărarea anti-rachetă a Ucrainei                                   |                                  |                                  |                                  |                                                      |
| 13.03.2022                                 | regiunea Ivano-Frankivsk                   | Ivano-Frankivsk                        | Kalibr⁠(d)                                      | —          | Aeroportul Internațional Ivano-Frankivsk                                           |                                  |                                  |                                  |                                                      |
| 13.03.2022                                 | regiunea Liov                              | raionul Iavoriv                        | Kalibr⁠(d)                                      | —          | infrastructură militară victime: 64 \| 160                                         |                                  |                                  |                                  |                                                      |
| 13.03.2022                                 | regiunea Donețk                            | Avdiivka                               | Tocika⁠(d)                                      | 0/1        | periferia localității victime: 0 \| 0                                              |                                  |                                  |                                  |                                                      |
| 14.03.2022                                 | regiunea Donețk                            | Donețk                                 | Tocika⁠(d)                                      | 0/1        | infrastructură civilă victime: 20 \| 28                                            |                                  |                                  |                                  |                                                      |
| 14.03.2022                                 | regiunea Rivne                             | Rivne                                  | —                                              | 0/2        | turn de televiziune victime: 21 \| 9                                               |                                  |                                  |                                  |                                                      |
| 14.03.2022                                 | Kiev                                       | Kiev                                   | —                                              | 0/3        | Complexul Tehnico-Științific Antonov                                               |                                  |                                  |                                  |                                                      |
| 14.03.2022                                 | Kiev                                       | Kiev                                   | —                                              | 1/1        | interceptare de apărarea anti-rachetă a Ucrainei                                   |                                  |                                  |                                  |                                                      |
| 14.03.2022                                 | regiunea Harkov                            | Harkov                                 | Iskander⁠(d)                                    | —          | infrastructură civilă                                                              |                                  |                                  |                                  |                                                      |
| 15.03.2022                                 | Ucraina                                    | Ucraina                                | —                                              | 2/2        | interceptare de apărarea anti-rachetă a Ucrainei                                   |                                  |                                  |                                  |                                                      |
| 15.03.2022                                 | regiunea Dnipropetrovsk                    | Dnipro                                 | —                                              | 0/2        | infrastructură aeroportuară victime: 0 \| 1                                        |                                  |                                  |                                  |                                                      |
| 15.03.2022                                 | regiunea Donețk                            | Mariupol                               | —                                              | —          | neidentificat                                                                      |                                  |                                  |                                  |                                                      |
| 16.03.2022                                 | regiunea Vinița                            | Vinița                                 | —                                              | 0/2        | turn de televiziune                                                                |                                  |                                  |                                  |                                                      |
| 16.03.2022                                 | regiunea Cerkasî                           | Uman                                   | —                                              | 1/1        | interceptare de apărarea anti-rachetă a Ucrainei                                   |                                  |                                  |                                  |                                                      |
| 16.03.2022                                 | regiunea Rivne                             | Sarnî                                  | —                                              | —          | infrastructură militară victime: 0 \| 0                                            |                                  |                                  |                                  |                                                      |
| 17.03.2022                                 | Kiev                                       | Kiev                                   | —                                              | 0/1        | interceptare de apărarea anti-rachetă a Ucrainei, dar a provocat victime la cădere |                                  |                                  |                                  |                                                      |
| 17.03.2022                                 | regiunea Kiev                              | Kalînivka                              | —                                              | —          | neidentificat                                                                      |                                  |                                  |                                  |                                                      |
| 17.03.2022                                 | regiunea Dnipropetrovsk                    | regiunea Dnipropetrovsk                | —                                              | 2/2        | interceptare de apărarea anti-rachetă a Ucrainei victime: 0 \| 0                   |                                  |                                  |                                  |                                                      |
| 17.03.2022                                 | regiunea Harkov                            | Merefa                                 | —                                              | 0/2+       | infrastructură civilă victime: 0 \| 0                                              |                                  |                                  |                                  |                                                      |
| 18.03.2022                                 | regiunea Liov                              | Liov                                   | —                                              | 0/3        | Uzina de Stat de Reparație a Avioanelor⁠(d) victime: 0 \| 0                         |                                  |                                  |                                  |                                                      |
| 18.03.2022                                 | regiunea Ivano-Frankivsk                   | Deleatîn                               | Kinjal⁠(d)                                      | 0/1        | depozit militar subteran                                                           |                                  |                                  |                                  |                                                      |
| 18.03.2022                                 | Kiev                                       | Kiev                                   | —                                              | 0/1        | clădiri de locuit                                                                  |                                  |                                  |                                  |                                                      |
| 18.03.2022                                 | Kiev                                       | Kiev                                   | —                                              | 0/1        | centrul comercial Retroville⁠(d)                                                    |                                  |                                  |                                  |                                                      |
| 18.03.2022                                 | regiunea Vinița                            | regiunea Vinița                        | —                                              | 3/3        | interceptare de apărarea anti-rachetă a Ucrainei                                   |                                  |                                  |                                  |                                                      |
| 18.03.2022                                 | regiunea Mîkolaiiv                         | Nicolaev                               | —                                              | —          | infrastructură militară victime: 86 \| ?                                           |                                  |                                  |                                  |                                                      |
| 18.03.2022                                 | regiunea Donețk                            | Kramatorsk                             | —                                              | —          | infrastructură civilă victime: 2 \| 20                                             |                                  |                                  |                                  |                                                      |
| 18.03.2022                                 | regiunea Odesa                             | Velîkodolînske                         | —                                              | —          | neidentificat victime: 0 \| 0                                                      |                                  |                                  |                                  |                                                      |
| 18.03.2022                                 | regiunea Zaporijjea                        | Zaporijjea                             | —                                              | 0/2        | infrastructură civilă victime: 9 \| 17                                             |                                  |                                  |                                  |                                                      |
| 18.03.2022                                 | regiunea Odesa                             | regiunea Odesa                         | —                                              | 1/1        | interceptare de apărarea anti-rachetă a Ucrainei                                   |                                  |                                  |                                  |                                                      |
| 19.03.2022                                 | regiunea Luhansk                           | Popasna                                | Tocika⁠(d)                                      | 1/1        | interceptare de FIM-92 Stinger⁠(d)                                                  |                                  |                                  |                                  |                                                      |
| 20.03.2022                                 | regiunea Vinița                            | regiunea Vinița                        | —                                              | 1/1        | interceptare de apărarea anti-rachetă a Ucrainei                                   |                                  |                                  |                                  |                                                      |
| 20.03.2022                                 | Kiev                                       | Kiev                                   | —                                              | —          | infrastructură civilă victime: 8 \| ?                                              |                                  |                                  |                                  |                                                      |
| 21.03.2022                                 | regiunea Rivne                             | raionul Rivne                          | —                                              | 0/2        | poligon militar victime: 0 \| 2+                                                   |                                  |                                  |                                  |                                                      |
| 21.03.2022                                 | regiunea Rivne                             | raionul Rivne                          | —                                              | 3/4        | neidentificat                                                                      |                                  |                                  |                                  |                                                      |
| 22.03.2022                                 | regiunea Donețk                            | regiunea Donețk                        | Tocika⁠(d)                                      | 1/1        | interceptare de apărarea anti-rachetă a Ucrainei                                   |                                  |                                  |                                  |                                                      |
| 22.03.2022                                 | Kiev                                       | Kiev                                   | —                                              | 1/1        | interceptare de apărarea anti-rachetă a Ucrainei                                   |                                  |                                  |                                  |                                                      |
| 22.03.2022                                 | regiunea Vinița                            | regiunea Vinița                        | Iskander⁠(d)                                    | 1/1        | interceptare de apărarea anti-rachetă a Ucrainei victime: 0 \| 0                   |                                  |                                  |                                  |                                                      |
| 22.03.2022                                 | regiunea Dnipropetrovsk                    | Pavlohrad                              | —                                              | 0/2+       | infrastructură feroviară victime: 1 \| 0                                           |                                  |                                  |                                  |                                                      |
| 23.03.2022                                 | regiunea Harkov                            | Harkov                                 | Kalibr⁠(d)                                      | —          | infrastructură civilă                                                              |                                  |                                  |                                  |                                                      |
| regiunea Zaporijjea                        | Berdeansk                                  | Tocika⁠(d)                              | nava militară Saratov⁠(d)                       | 24.03.2022 | regiunea Dnipropetrovsk                                                            | Dnipro                           | —                                | 0/2                              | infrastructură militară                              |
|                                            |                                            |                                        |                                                | 25.03.2022 | regiunea Vinița                                                                    | Vinița                           | Kalibr⁠(d)                        | —                                | centru de comandă a Forțelor Aeriene ale Ucrainei⁠(d) |
| regiunea Odesa                             | Odesa                                      | —                                      | 3/3                                            | 25.03.2022 | interceptare de apărarea anti-rachetă a Ucrainei                                   |                                  |                                  |                                  |                                                      |
| 26.03.2022                                 | regiunea Liov                              | Liov                                   | Kalibr⁠(d)                                      | 0/2        | depozit petrolier                                                                  |                                  |                                  |                                  |                                                      |
| 26.03.2022                                 | regiunea Liov                              | Liov                                   | Kalibr⁠(d)                                      | 0/2        | fabrica de vehicule blindate din Liov⁠(d)                                           |                                  |                                  |                                  |                                                      |
| 26.03.2022                                 | regiunea Rivne                             | Dubno                                  | —                                              | 0/1        | depozit petrolier                                                                  |                                  |                                  |                                  |                                                      |
| 26.03.2022                                 | regiunea Vinița                            | raionul Haisîn                         | Kalibr⁠(d)                                      | 1/1        | interceptare de apărarea anti-rachetă a Ucrainei                                   |                                  |                                  |                                  |                                                      |
| 26.03.2022                                 | regiunea Volînia                           | regiunea Volînia                       | —                                              | 3/3        | interceptare de apărarea anti-rachetă a Ucrainei                                   |                                  |                                  |                                  |                                                      |
| 26.03.2022                                 | regiunea Luhansk                           | Lisiciansk                             | Tocika⁠(d)                                      | —          | neidentificat                                                                      |                                  |                                  |                                  |                                                      |
| 27.03.2022                                 | regiunea Rivne                             | raionul Rivne                          | —                                              | —          | depozit petrolier                                                                  |                                  |                                  |                                  |                                                      |
| 27.03.2022                                 | regiunea Volînia                           | Luțk                                   | —                                              | 0/1        | depozit petrolier                                                                  |                                  |                                  |                                  |                                                      |
| 27.03.2022                                 | regiunea Kiev                              | Sviatopetrivske                        | Iskander⁠(d)                                    | —          | unități de tehnică militară                                                        |                                  |                                  |                                  |                                                      |
| 27.03.2022                                 | regiunea Odesa                             | Odesa                                  | —                                              | 2/2        | interceptare de apărarea anti-rachetă a Ucrainei                                   |                                  |                                  |                                  |                                                      |
| 27.03.2022                                 | regiunea Harkov                            | Harkov                                 | —                                              | —          | neidentificat                                                                      |                                  |                                  |                                  |                                                      |
| 28.03.2022                                 | regiunea Rivne                             | raionul Rivne                          | —                                              | —          | depozit petrolier                                                                  |                                  |                                  |                                  |                                                      |
| 28.03.2022                                 | regiunea Liov                              | raionul Zolociv                        | —                                              | 3/3        | interceptare de apărarea anti-rachetă a Ucrainei                                   |                                  |                                  |                                  |                                                      |
| Rusia, Krasnîi Okteabr (regiunea Belgorod) | Rusia, Krasnîi Okteabr (regiunea Belgorod) | Tocika⁠(d)                              | infrastructură militară, depozit de muniții    | 29.03.2022 | regiunea Mîkolaiiv                                                                 | Nicolaev                         | —                                | 0/1                              | clădire administrativă victime: 37 \| 36             |
|                                            |                                            |                                        |                                                | 29.03.2022 | regiunea Hmelnîțkîi                                                                | Starokosteantîniv                | —                                | 0/1                              | aerodrom militar                                     |
| regiunea Harkov                            | Liubotîn                                   | —                                      | 0/2                                            | 29.03.2022 | neidentificat                                                                      |                                  |                                  |                                  |                                                      |
| 30.03.2022                                 | regiunea Dnipropetrovsk                    | Dnipro                                 | —                                              | 0/2        | depozit petrolier                                                                  |                                  |                                  |                                  |                                                      |
| 30.03.2022                                 | regiunea Dnipropetrovsk                    | Novomoskovsk                           | —                                              | 0/1        | infrastructură industrială                                                         |                                  |                                  |                                  |                                                      |
| 30.03.2022                                 | regiunea Hmelnîțkîi                        | Hmelnîțkîi                             | —                                              | 0/3        | infrastructură industrială                                                         |                                  |                                  |                                  |                                                      |
| 30.03.2022                                 | Kiev                                       | Kiev                                   | —                                              | —          | interceptare de apărarea anti-rachetă a Ucrainei                                   |                                  |                                  |                                  |                                                      |
| 31.03.2022                                 | regiunea Dnipropetrovsk                    | Dnipro                                 | —                                              | 0/2        | infrastructură militară victime: 2 \| 5                                            |                                  |                                  |                                  |                                                      |